# (400153) 2006 VP12
(400153) 2006 VP12 es un asteroide perteneciente al cinturón de asteroides, descubierto el 11 de noviembre de 2006 por el equipo del Lincoln Near-Earth Asteroid Research desde el Laboratorio Lincoln, Socorro, Nuevo México.

## Designación y nombre
Designado provisionalmente como 2006 VP12.

## Características orbitales
2006 VP12 está situado a una distancia media del Sol de 2,600 ua, pudiendo alejarse hasta 3,485 ua y acercarse hasta 1,714 ua. Su excentricidad es 0,340 y la inclinación orbital 27,66 grados. Emplea 1531,48 días en completar una órbita alrededor del Sol.

## Características físicas
La magnitud absoluta de 2006 VP12 es 16,4.